# EQ Pegasi

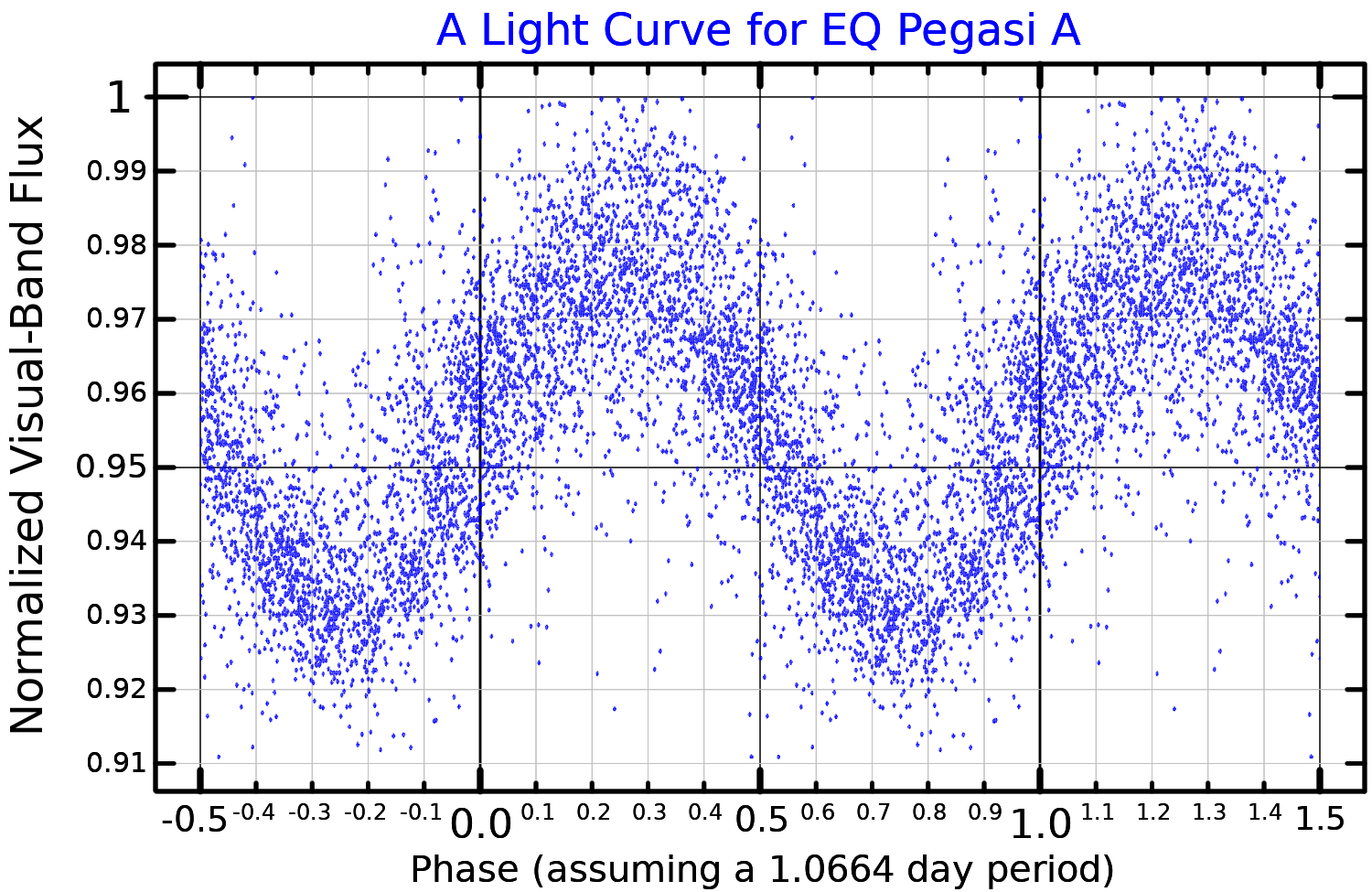
Lichtkromme van EQ Peg A

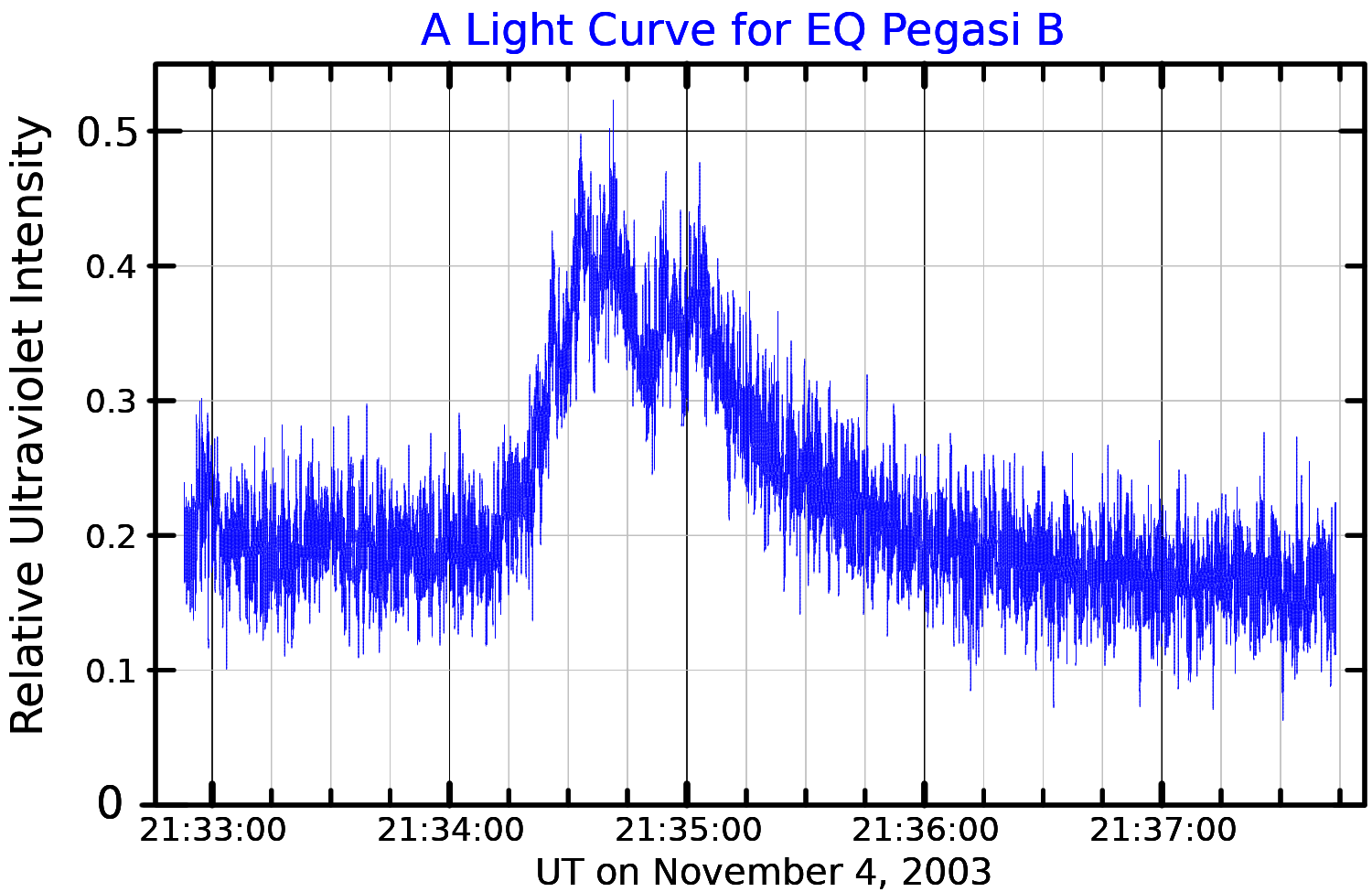
Lichtkromme van een flare van EQ Peg B

EQ Pegasi is een tweevoudige ster in het sterrenbeeld Pegasi en een spectraalklasse van M.V. De ster bevindt zich 20,4 lichtjaar van de zon.